# Francesco Lupicini
Francesco Lupicini, ou Francisco Lupicini, né vers 1590 à Florence et mort vers 1656, est un peintre italien, actif à Florence ainsi qu'à Saragosse en Espagne.

## Biographie
Francesco Lupicini, né à Florence, appartient à l'école baroque florentine, sous l'influence de Lodovico Cigoli et de Cristofano Allori. Sa carrière est mal connue. C'est un cousin ou un frère de Gian Battista Lupicini, à qui on a parfois attribué ses œuvres ; ainsi une Allégorie de la peinture, entrée au Columbia Museum of Art en 1954 sous le nopm de Gian Battista, a été réattribuée au début des années 2000 à Francesco ,.
Il achève en 1625 pour l'église Santa Maria del Carmine à Pistoia un tableau pour l'autel principal, La Chute de la manne dans le désert. Il peint également vers cette date un tableau représentant Marie-Madeleine réprimandée pour sa coquetterie par sa sœur Marthe ; l'œuvre faisait partie 
de la collection de l'archiduc Léopold Guillaume à Bruxelles, qui l'avait fait graver dans le Theatrum Pictorium en 1660 ; elle est conservée au Kunsthistorisches Museum à Vienne

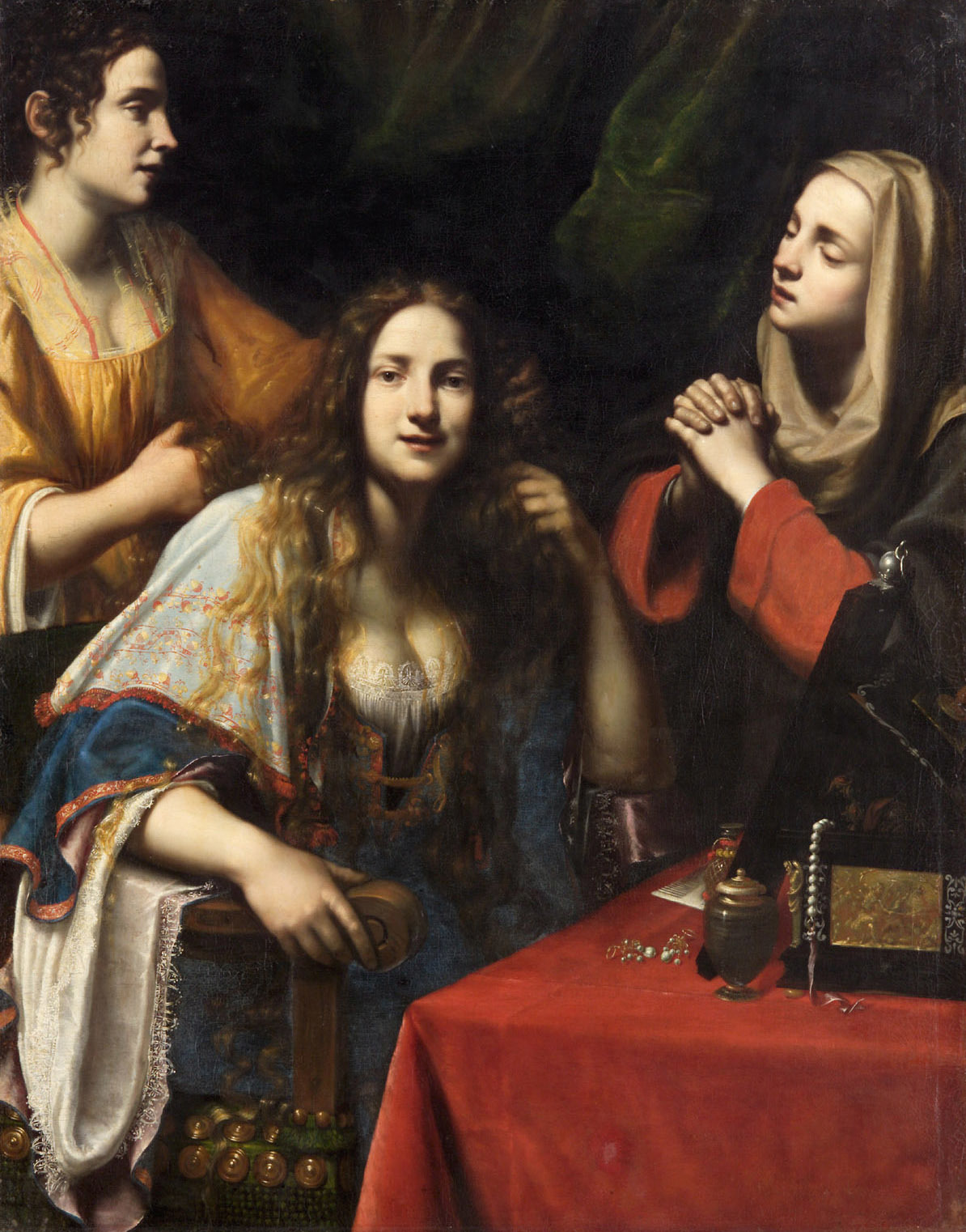
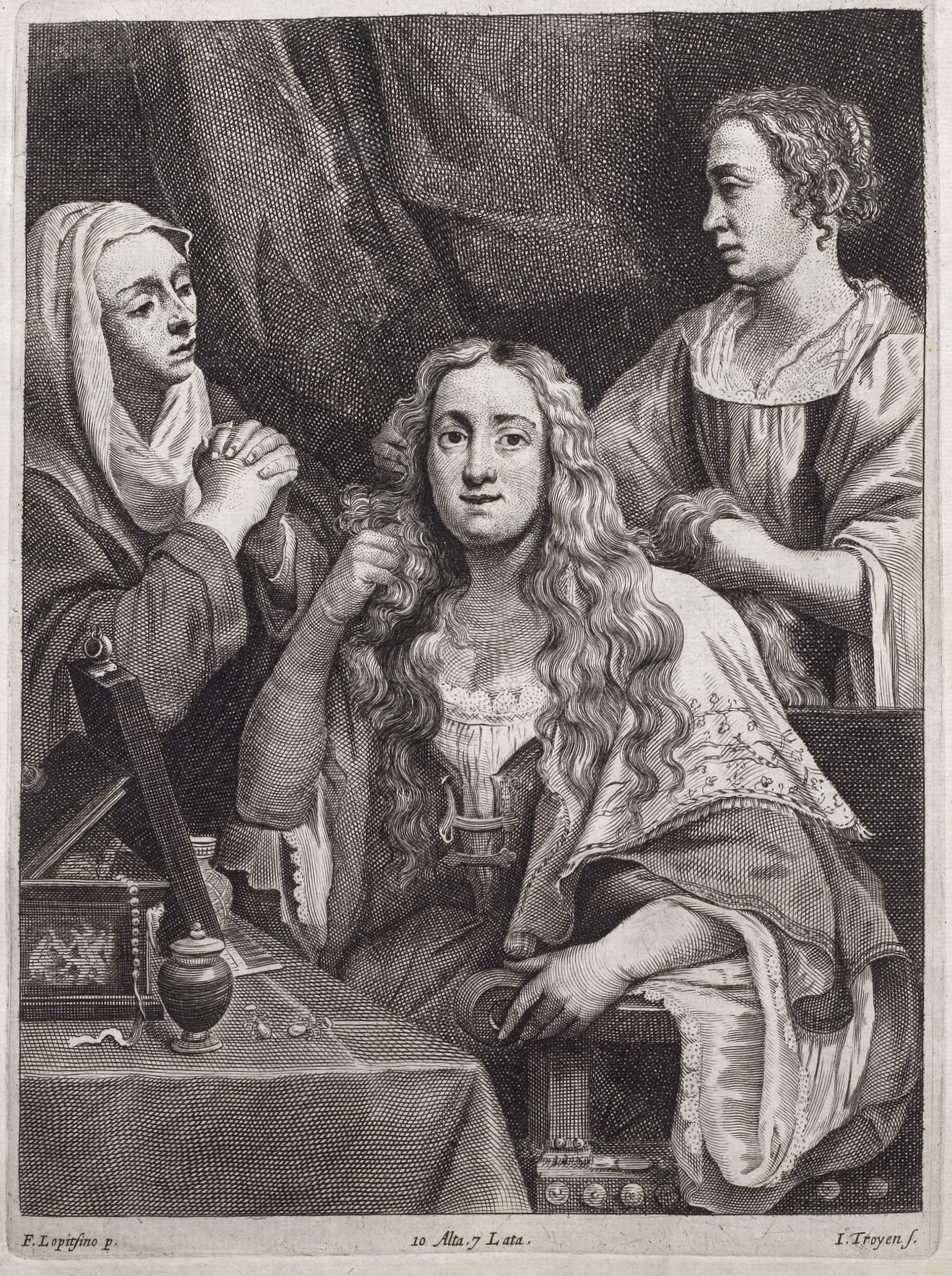

Lupicini est mort à Saragosse.